# Attilio Trerè
Attilio Trerè (Milano, 9 ottobre 1887 – Roma, 2 gennaio 1943) è stato un calciatore italiano, di ruolo portiere, difensore o centrocampista.

## Carriera
Era il secondo fratello di due giocatori di calcio entrambi al Milan e veniva sempre indicato Trerè II, suo fratello Alessandro era infatti noto como Trerè I.
Aveva iniziato a giocare nel Sempione
Soprannominato "Kaiser" per i suoi baffi portati in maniera identica a quelli dell'allora imperatore tedesco Guglielmo II, ha giocato nel Milan e nell'Ausonia. Nell'Aurora di Busto Arsizio svolgeva il ruolo dell'allenatore, ma occasionalmente disputava partite amichevoli con i bustocchi. In ogni caso al di fuori dell'attività ufficiale del Milan, perché fin dal 1908 a nessun giocatore era concesso il doppio tesseramento.
Si è cimentato a inizio carriera anche nel ruolo di portiere vincendo in tale veste lo scudetto del 1906, ma la parte migliore della sua carriera si è svolta prima come difensore e poi come centrocampista. Smise di giocare in seguito alle gravi ferite subite nel novembre del 1915, nella “trincea delle frasche” sul Carso isontino.
Ha giocato la prima storica partita della Nazionale italiana il 15 maggio 1910 all'Arena Civica di Milano contro la Francia, incontro vinto dall'Italia per 6-2. Il 10 gennaio 1909, con la maglia del Milan, giocò il primo derby della storia battendo l'Inter per 3-2, segnando, nell'occasione, il primo goal e risultando, così, il primo marcatore in assoluto nella storia del derby meneghino.
Vanta cinque presenze in Nazionale. Le sue spoglie mortali riposano nel cimitero monumentale del Verano di Roma.

## Statistiche

### Presenze e reti nei club
| Stagione        | Squadra         | Campionato      | Campionato | Campionato |
| Stagione        | Squadra         | Comp            | Pres       | Reti       |
| --------------- | --------------- | --------------- | ---------- | ---------- |
| 1905-1906       | Milan           | 1ª Cat          | 6          | 1          |
| 1906-1907       | Milan           | 1ª Cat          | 6          | 0          |
| 1907-1908       | Milan           | 1ª Cat          | 0          | 0          |
| 1908-1909       | Milan           | 1ª Cat          | 1          | 1          |
| 1909-1910       | Milan           | 1ª Cat          | 0          | 0          |
| 1910-1911       | Milan           | 1ª Cat          | 8          | 0          |
| 1911-1912       | Milan           | 1ª Cat          | 15         | 0          |
| 1912-1913       | Milan           | 1ª Cat          | 10         | 1          |
| 1913-1914       | Milan           | 1ª Cat          | 17         | 5          |
| 1914-1915       | Milan           | 1ª Cat          | 12         | 11         |
| Totale Milan    | Totale Milan    | Totale Milan    | 75         | 19         |
| Totale carriera | Totale carriera | Totale carriera | ?          | ?          |

### Cronologia presenze e reti in Nazionale
| Cronologia completa delle presenze e delle reti in nazionale ― Italia | Cronologia completa delle presenze e delle reti in nazionale ― Italia | Cronologia completa delle presenze e delle reti in nazionale ― Italia | Cronologia completa delle presenze e delle reti in nazionale ― Italia | Cronologia completa delle presenze e delle reti in nazionale ― Italia | Cronologia completa delle presenze e delle reti in nazionale ― Italia | Cronologia completa delle presenze e delle reti in nazionale ― Italia | Cronologia completa delle presenze e delle reti in nazionale ― Italia |
| Data                                                                  | Città                                                                 | In casa                                                               | Risultato                                                             | Ospiti                                                                | Competizione                                                          | Reti                                                                  | Note                                                                  |
| --------------------------------------------------------------------- | --------------------------------------------------------------------- | --------------------------------------------------------------------- | --------------------------------------------------------------------- | --------------------------------------------------------------------- | --------------------------------------------------------------------- | --------------------------------------------------------------------- | --------------------------------------------------------------------- |
| 15-5-1910                                                             | Milano                                                                | Italia                                                                | 6 – 2                                                                 | Francia                                                               | Amichevole                                                            | -                                                                     |                                                                       |
| 26-5-1910                                                             | Budapest                                                              | Ungheria                                                              | 6 – 1                                                                 | Italia                                                                | Amichevole                                                            | -                                                                     |                                                                       |
| 12-1-1913                                                             | Saint-Ouen                                                            | Francia                                                               | 1 – 0                                                                 | Italia                                                                | Amichevole                                                            | -                                                                     |                                                                       |
| 15-6-1913                                                             | Vienna                                                                | Austria                                                               | 2 – 0                                                                 | Italia                                                                | Amichevole                                                            | -                                                                     |                                                                       |
| 11-1-1914                                                             | Milano                                                                | Italia                                                                | 0 – 0                                                                 | Austria                                                               | Amichevole                                                            | -                                                                     |                                                                       |
| Totale                                                                |                                                                       | Presenze                                                              | 5                                                                     |                                                                       | Reti                                                                  | 0                                                                     |                                                                       |

## Palmarès
- Campionato italiano: 2

Milan: 1906, 1907